# Voluntaris Urbans
Els Voluntaris Urbans, o Companyia de Minyons Catalans, fou un cos de milícia fundat per la comunitat catalana de Montevideo. Van participar en la defensa contra la invasió anglesa de Buenos Aires de 1806-1807 i més tard en la revolta contra el virrei espanyol, inici del moviment d'independència de l'Argentina.
La tradició armada catalana del somatent i de la Companyia de Voluntaris de Catalunya va inspirar als catalans residents a Buenos Aires a organitzar una milícia per defensar la ciutat davant l'amenaça anglesa. La iniciativa de Jaume Nadal i Guarda, Jaume Llavallol, Oleguer Reinals i Joan Larrea va ser el germen per la creació d'altres cossos de milicians.
Va ser finançada pel comerç de Montevideo, principalment per Miquel Antoni Vilardebó, i comandada pel antic tinent del terç de Miquelets de Tarragona Rafael Bufarull i pel subtinent José Grau, que havien lluitat a la Guerra Gran de 1793-1795. Coneguts com a minyons o miquelets, van passar a l'altra banda del Riu de la Plata amb el capità Santiago de Liniers iniciant la reconquesta de la capital virregnal.
Un cop expulsats per primera vegada els anglesos, i dins del procés de reorganització militar per tal de defensar Buenos Aires pel segon atac anglès, la companyia de minyons es va consolidar i ampliar amb la iniciativa de Jaume Nadal i Guarda, Jaume Llavallol, Oleguer Reinals i Joan Larrea, grans comerciants monopolistes de la ciutat. Aquesta creació va esdevenir el germen per a la creació d'altres cossos de milicians, tant criolls com peninsulars, a la ciutat. Entre els seus milicians hi formaven part dos futurs vocals de la primera junta autònoma de Buenos Aires, Domènec Matheu i el propi Juan Larrea.
El 1807, en un segon intent d'invasió britànica, va destacar en la defensa el cos de Voluntaris Urbans comandat per Domènec Matheu i Xicola, futur president de la junta revolucionària el 1811.
El 1809 el cos de voluntaris va participar, amb els membres dels terços de bascs i gallecs a l'assonada que encapçalaren el Cabildo, en especial Martín de Alzaga, contra el llavors virrei Santiago de Liniers per tal de formar una Junta que rebaixés els avenços de poder que havien aconseguit la població espanyola americana. Derrotats per les tropes criolles, que recolzaren al virrei, els terços foren dissolts i els seus caps jutjats. Així finalitzava l'oposició dels peninsulars als avenços autonomistes americans que es consolidaran amb la revolució de maig del 1810 i que obrirà el camí cap a la proclamació de la independència del territori el 1816.